# Денисон, Ричард, 9-й барон Ландсборо
Ричард Джон Денисон, 9-й барон Ландсборо (англ. Richard Denison, 9th Baron Londesborough; родился 2 июля 1959 года) — британский наследственный пэр и член Палаты лордов.

## Биография
Родился 2 июля 1959 года. Единственный сын Джона Денисона, 8-го барона Ландсборо (1901—1968), и Элизабет Энн Сейл (? — 1994). Он получил образование в Итонском колледже (Виндзор, графство Беркшир) и в Эксетерском университете (Эксетер, графство Девон).
5 апреля 1968 года после смерти своего отца Ричард Джон Денисон унаследовал титул 9-го барона Ландсборо.
Лорд Ландсборо занял свое место и произнес свою первую речь в Палате лордов в 1999 году, незадолго до того, как был исключен Законом о Палате лордов 1999 года. Он снова стал членом Палаты лордов в июне 2021 года, будучи избранным всей палатой на дополнительных выборах после выхода на пенсию лорда графини Мар. Он принял присягу 1 июля 2021 года. Почти 22 года спустя лорд Ландсборо снова выступил в Палате лордов, коснувшись своей первой первой речи и иностранной помощи 27 октября 2021 года.
В 1987 году женился на Рикки Моррис, от брака с которой у него было двое детей:
- Достопочтенный Джеймс Фредерик Денисон (род. 4 июня 1990), наследник баронства
- Достопочтенная Лаура Роуз Денисон (род. 1992).